# Campeonato Luxemburguês de Patinação Artística no Gelo
O Campeonato Luxemburguês de Patinação Artística no Gelo é uma competição nacional anual de patinação artística no gelo de Luxemburgo.
A competição determina os campeões nacionais e os representantes da Luxemburgo em competições internacionais como Campeonato Mundial, Campeonato Mundial Júnior, Campeonato Europeu e os Jogos Olímpicos de Inverno.

## Edições
| Ano (Edição) | Cidade sede          | Sênior               | Ref                  |
| Ano (Edição) | Cidade sede          | F                    | Ref                  |
| ------------ | -------------------- | -------------------- | -------------------- |
| 2001         |                      | —                    | [ 1 ]                |
| 2002         |                      | —                    | [ 1 ]                |
| 2003         |                      | •                    | [ 2 ]                |
| 2004         |                      | •                    | [ 3 ]                |
| 2005         |                      | •                    | [ 1 ]                |
| 2006– 2007   | Não houve competição | Não houve competição | Não houve competição |
| 2008         | Luxemburgo           | —                    | [ 4 ]                |
| 2009         | Não houve competição | Não houve competição | Não houve competição |
| 2010         | Luxemburgo           | —                    | [ 5 ]                |
| 2011– 2013   | Não houve competição | Não houve competição | Não houve competição |
| 2014         |                      | •                    | [ 1 ]                |
| 2015         |                      | •                    | [ 6 ]                |
| 2016         | Não houve competição | Não houve competição | Não houve competição |

## Lista de medalhistas

### Individual feminino
| Evento          | Ouro                 | Prata                     | Bronze                    |
| 2003 (detalhes) | Anna Bernauer        | Fleur Maxwell             | Florence Lux              |
| 2004 (detalhes) | Fleur Maxwell        | Florence Lux              | Anna Bernauer             |
| 2005            | Fleur Maxwell        | ?                         | ?                         |
| 2006–2007       | Não houve competição | Não houve competição      | Não houve competição      |
| 2008            | ?                    | ?                         | ?                         |
| 2009            | Não houve competição | Não houve competição      | Não houve competição      |
| 2010            | ?                    | ?                         | ?                         |
| 2011–2013       | Não houve competição | Não houve competição      | Não houve competição      |
| 2014            | Fleur Maxwell        | ?                         | ?                         |
| 2015            | Fleur Maxwell        | nenhuma outra competidora | nenhuma outra competidora |